# Ernest Mancoba

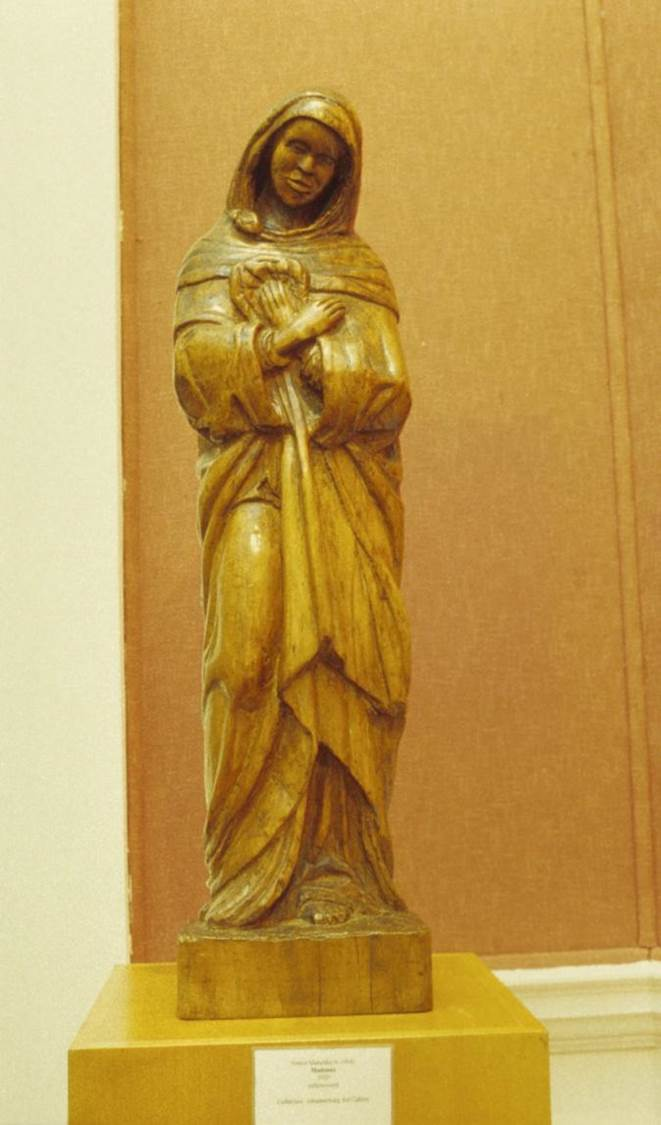
Madonne africaine (1929).

Ernest Mancoba est un artiste franco-sud-africain né à Johannesbourg le 29 août 1904 et mort à Clamart le 25 octobre 2002.

## Biographie
Ernest Mancoba est né en Afrique du Sud à Johannesbourg. En 1940, il rencontre Sonja Ferlov, une artiste danoise peintre et sculpteur, avec laquelle il va se marier. Il va ensuite participer au mouvement CoBrA.

## Œuvres
Une exposition de ses œuvres a lieu au Centre Pompidou à Paris en 2019,,.